# جزيرة باتو الغربية
جزيرة باتو الغربية وهي جزيرة من جزر إندونيسيا، وتتبع في إقليم كليمنتان الجنوبية في إندونيسيا.